# Menschenführung
Menschenführung ist in der Sozialpsychologie ein soziales Verhalten von Personen oder Personenvereinigungen, andere Personen oder Gruppen durch Führung in eine gewünschte Richtung (Führungsziel) zu beeinflussen oder zu leiten.
Menschenführung ist eine Unterart der Führung, zu deren Dimensionen noch Lebensführung und Unternehmensführung gehören. Dabei ist die Lebensführung meist eine Selbstführung.

## Arten
Personalführung betrifft das Personal von Unternehmen, Institutionen oder sonstigen Organisationen. Teamführung bezieht sich auf Gruppen, Individualführung auf einzelne Personen (Individuen).
```
                     Führung
          ┌─────────────┴────┬────────────┐
    Lebensführung     Menschenführung  Unternehmensführung
                                            ┌────┴────┐
                                   Personalführung    Teamführung
```

Menschenführung ist sowohl ein Forschungsbereich als auch eine praktische Fähigkeit, die die Fähigkeit eines Einzelnen, einer Gruppe oder Organisation umfasst, andere Einzelpersonen, Teams oder ganze Organisationen zu „führen“ oder zu beeinflussen. In der humanen Ethik ist sie der begründete Versuch, durch eine Führungskraft steuernd und richtungsweisend auf eigenes und fremdes Handeln mit geeigneten Führungstechniken einzuwirken, um deren Vorstellung von den Führungszielen zu verwirklichen. Führung ist eine Methode, „geführte“ Menschen für die gesetzten Ziele zu motivieren und auf den Weg der Erfüllung der Ziele mitzunehmen, für den gemeinsamen Erfolg. Der Führungsprozess ist eine „ständige und sich wiederholende Begleitung“ der Geführten. Als Geführte können im Rahmen der Individualführung einzelne Personen, aber auch Personengruppen genannt werden. Bei Arbeitsgruppen oder Schülergruppen wird auch der speziellere Begriff Teamführung genutzt. Bezieht sich in der Arbeitswelt die Führung auf die Gesamtheit aller Mitarbeiter, dann wird von Personalführung oder Mitarbeiterführung gesprochen. Diese Führungsformen werden im englischen Sprachraum als „leadership“ bezeichnet.
Die Menschenführung vollzieht sich vor dem Hintergrund verschiedener gesellschaftlicher Kontexte wie Familie, Schule, Hochschule, Politik, Wirtschaft, Militär, Polizei und Sport innerhalb oder außerhalb einer Institution oder Organisation. Zwingend wird Führung beim Militär erachtet, aufgrund der besonderen Zielsetzung der gewaltsamen Durchsetzung von Zielen bei bestehender akuter Bedrohung. Gleichzeitig wird die militärische Führung durch moderne Erkenntnisse der Menschenführung und durch Erkenntnisse über die Wirksamkeit der Motivation moderiert. Das im 20. Jahrhundert arg strapazierte Führerprinzip wurde seit Mitte des Jahrhunderts jedoch im Grundsatz wegen seines impliziten Anspruchs absoluter Macht in der Gesellschaft überall sonst abgelöst.
In der modernen Industriegesellschaft steht insbesondere das Leitungsprinzip einer Organisation im Vordergrund. Es stellt die Person des Leiters als eines (vorlaufend) Wissen, (initial) Auftrag und (begleitend) Arbeitsmotivation vermittelnden Mitglieds einer Gruppe mit definierter Entscheidungsgewalt vor. Je nach intellektueller und sozialer Kompetenz der Leitungspersonen verändert sich die herausgehobene Stellung im Selbstverständnis des Leiters oder auch im Verständnis der als „Gruppe“ oder „Personal“ Geführten von der Leitungsperson zur Führungskraft.
Insbesondere in der konsequenten Anwendung einer humanen Ethik besitzt die Führungsaufgabe ein besonderes Gewicht. Nicht allein die sachbezogene Leitung einer Gruppe und ihrer Maximen des Handelns, sondern eine vorbildliche Führung der Leitungsperson selbst und die Führung der von ihr geleiteten Menschen nach ethischen Leitlinien begründet die Menschenführung. Daraus gewinnt der die Menschen Führende eine Legitimation, welche konsequent führendes Einwirken auf das Handeln der Gruppenmitglieder im Sinne einer ethischen Norm nicht nur toleriert, sondern aufgrund der ethischen Autorität eben autorisiert. Menschenführung bedeutet in diesem Zusammenhang auch Leitung, Macht und Vorbildfunktion.
In der Weltgeschichte gibt es auch andere Auffassungen zur Legitimation von Führung. In einem faschistisch geprägten Weltbild war die Führung in der „Vorsehung“ gegründet. Im Stalinismus sieht sich die Führung als legitime Führungselite und die Anarchisten lehnen die Herrschaft durch selbsternannte Eliten total ab.
Zur Menschenführung werden – abgestuft nach Anzahl der Geführten – die Personalführung, Teamführung und Individualführung gerechnet.

## Begründung
Die Attributionstheorie der Psychologie liefert Erklärungsmodelle für wiederkehrende Strategien der vereinfachenden Beschreibung komplexer sozialer Zusammenhänge in Industrie und Gesellschaft. Der anthropologische Begründungsversuch behauptet, dass
- Menschen geführt werden müssen und dass
- Menschen geführt werden wollen.

Diese erste Begründung schließt Menschen aus, die sich nicht führen lassen wollen und sich auch so äußern. Es wird übersehen, dass individuelle Selbstbestimmung keineswegs impliziert, einem von Dritten erklärten höherwertigen Ziel zuzustreben oder gar zustreben zu müssen.
Der zweite Begründungsversuch zur Erklärung der Entstehung des Führungsphänomens ist funktionaler Art. Angenommen wird zunächst, dass viele Problemlösungen ein gemeinsames Tun erfordern. Im Rahmen einer solchen Wechselwirkung entsteht jedoch ein Koordinationsbedarf, der mit der Anzahl der Menschen an der gemeinsamen Problemlösung steigt. Neben der Möglichkeit einer Kooperation durch Handlungskoordination mit Diskussion und Konsensfindung bietet sich zur Bewältigung des gegebenen Koordinationsbedarfs „Führung“ als Handlungskoordination an. Der funktionale Begründungsversuch besteht in der Führung aus einem gegebenen Koordinationsbedarf von Menschen im Rahmen gemeinsamer Problemlösungsversuche. Dabei wird jedoch die Differenzierung der Motivationstheorie in Leitung und Führung übersehen.

## Akzeptanz
Insbesondere bei der Menschenführung in Organisationen ist ein genaueres Verständnis der Führung von zentraler Bedeutung. Führung unterscheidet sich von einer Leitungsfunktion. Der Vorgesetzte (oder auch Leiter) hat Rechte und Pflichten allein durch seine Position im Gegensatz zu einer Führungsperson. Diese bedarf der Anerkennung und Akzeptanz durch die Geführten. Führung liegt nur vor, wenn der unternommene Einflussversuch durch den Führer auf die zu Beeinflussenden von diesen akzeptiert wird und sich in ihrem Verhalten niederschlägt. Führung ist dabei nicht der Beeinflussungsversuch selbst, sondern muss als „akzeptierter Beeinflussungsversuch“ im Verhalten der zu Beeinflussenden zum Ausdruck kommen.
Das Kriterium der Anerkennung und Akzeptanz erst ermöglicht die Unterscheidung zwischen einem Vorgesetzten (engl. headship) und einer Führungskraft (engl. leadership). Eine beliebige Person kann formal Vorgesetzter einer anderen Person sein, muss aber nicht zwangsläufig als Führer akzeptiert werden. Die Akzeptanz kann sich aus einem entsprechenden Charisma ergeben oder durch Leistung erarbeitet sein.
In diesem Zusammenhang ist die deutsche Redewendung Der Fisch stinkt vom Kopf zu erwähnen. Damit soll darauf hingewiesen werden, dass die Verantwortung für Probleme von Amts wegen oft bei den Entscheidungsträgern liegt.

## Führungstheorien
Führungstheorien sind die Gesamtheit aller mit wissenschaftlichen Methoden entwickelten Theorien, die – vorwiegend auf betriebswirtschaftlichen und sozialpsychologischen Grundlagen – Ergebnisse der Führungsforschung in ein einheitliches System von Begriffen und Aussagen bringen. Führungstheorien sind Theorien, die sich mit der Führung durch Führungskräfte befassen, ohne Rücksicht auf die praktische Anwendbarkeit zu nehmen. In den letzten Jahren sind viele Arbeiten zur Führungsforschung von unterschiedlichen Fachrichtungen durchgeführt worden. Gleichzeitig wird bei der Durchsicht der Führungsliteratur die Schwierigkeit deutlich, die Inhalte der Menschenführung einheitlich zu fassen. Führung ist ein „multifaktorelles“ Geschehen, zu dessen Verständnis man bei verschiedenen Faktoren ansetzen kann: Führungskraft, Geführte, Aufgaben, Organisation, Umwelt. Um diese komplexen Zusammenhänge angemessen verarbeiten zu können, wurden in der Führungsforschung verschiedene Führungstheorien entwickelt. Unter Beachtung der Theoriedefinition der Wissenschaftstheorie sollte von Führungsansätzen gesprochen werden.
Insbesondere sind die Eigenschaftstheorie, Verhaltenstheorie, Situationstheorie, Interaktionstheorie oder Kollektivtheorie als wesentliche Führungstheorien zu erwähnen.

### Eigenschaftstheorie
Sie geht davon aus, dass der Führungserfolg eine Funktion bestimmter Persönlichkeitsmerkmale (Führungseigenschaften) und der Qualifikation der Führungskraft ist. Sie ist die Grundlage für die weitverbreitete Praxis, künftige Führungskräfte durch Eignungstests herauszufiltern.
Ein erstes Beispiel für einen eigenschaftsorientierten Ansatz sind die Vorstellungen, die aus der Great-Man-Theorie des 19. Jahrhunderts hervorgingen. Eine erste Übersichtsarbeit aus der Nachkriegszeit von verschiedenen Untersuchungen zu Führungseigenschaften kam zum Ergebnis, dass die Korrelationen zwischen Eigenschaften und Führungserfolg gering sind. Eine moderne, systematischere Meta-Analyse zeigte ebenfalls, dass Unterschiede in den Eigenschaften nur in bescheidenem Umfang den Führungserfolg vorhersagen konnten.
Eine Meta-Analyse von 2008 konnte zeigen, dass Kreativität für Führung von Bedeutung ist. Laut dieser systematischen Überblicksstudie aus 27 Studien mit insgesamt über 47.000 Personen korreliert die Fähigkeit zu divergentem Denken mit Leistungen und Erfolgen auf dem Gebiet der Führung.

### Verhaltensansatz
Der Verhaltensansatz setzt sich insbesondere mit den Führungsstilen auseinander. Während Robert Tannenbaum und Warren H. Schmidt beispielsweise den autoritären und kooperativen Führungsstil gegenüberstellen (Führungskontinuum), betrachten Blake und Mouton den personenorientierten und aufgabenorientierten Stil. Hersey und Blanchard stellen die Art des Führungsstils in Abhängigkeit von der Reife des Geführten dar. Diese Autoren bringen die Reife des zu führenden Menschen und das Verhalten der Führungskraft mit aufgaben- und mitarbeiterbezogenen Führungsstilen in Verbindung.

### Situationsansatz
Hierbei richtet sich die Art der Führung nach der jeweiligen Situation. Im Rahmen der Kontingenztheorie bringt Fiedler die hohe oder geringe Positionsmacht des Führenden, die gute oder schlechte Beziehung zwischen Führungskraft und Mitarbeiter und die Aufgabenstruktur (strukturiert oder unstrukturiert) in direkte Relation zueinander. Je nach günstiger oder ungünstiger Situation ergibt sich dann der angemessene situative Führungsstil, der entweder aufgabenorientiert oder personenorientiert ist. Eine Weiterentwicklung des Ansatzes von Fiedler ist die Theorie des situativen Führens nach Hersey und Blanchard.

### Interaktionsansatz
Er zielt auf die Interaktionen aller am Führungsprozess Beteiligten ab und wurde insbesondere im deutschen Sprachraum diskutiert, so bei Lukascyk und Macharzina. Bei diesem Ansatz werden die Persönlichkeitsstruktur des Führenden, die Gruppenmitglieder, die Gruppe als Ganzes und die spezifische Situation hervorgehoben. Die genannten Faktoren stehen in interaktiver Beziehung zueinander, d. h., sie beeinflussen sich gegenseitig.

### Systemische Führung
Bei der systemischen Führung geht es nicht um das Erkennen der Wirklichkeit, sondern darum, in gemeinsamer Aushandlung Lösungsansätze zu entwickeln, die für Folgehandlungen vertretbar sind. Bei systemischer Führung muss die Führungskraft ihre Beobachtungen auswerten; sie betrachtet Organisationen als soziale Systeme und betont deren Eigendynamik und Unberechenbarkeit. Nicht Beobachtbares sind blinde Flecken, die einer besonderen Aufmerksamkeit bedürfen. Wesentliche Elemente sind Autopoiesis (Selbstorganisation), Koevolution (wechselseitige Anpassung), nicht-lineares Ursache-Wirkungs-Denken und Konstruktivismus.
Der von Daniel F. Pinnow entwickelte Ansatz der systemischen Führung knüpft an Erkenntnisse der neueren Systemtheorie an, insbesondere von Niklas Luhmann. Dabei werden vor allem die Prozesse der Selbstorganisation herausgestellt, die neben die durch „substantielles Organisieren“ bewusst geschaffene Ordnung treten. Der Ansatz geht davon aus, dass die in Organisationen entstandenen Strukturen und Kulturen zu komplex sind und sich klassischen Steuerungsvorstellungen (Ursache-Wirkungs-Beziehungen) entziehen. Im Gegensatz dazu handelt es sich bei sozialen Systemen um Netzwerke von Handlungen, Wirkungen und Folgewirkungen mit vielfältigen Rückkopplungsschleifen und unter Beachtung selbstverstärkender Mechanismen. Bei der systemischen Führung handelt es sich also um ein Konzept des Handelns der Führungskräfte unter Beachtung der Bedeutung struktureller und kultureller Führung. Wichtig ist, dass systemisches Denken das Instrumentarium einer Führungskraft erweitert und ergänzt – und dieses nicht etwa ersetzt! Systemische Führungskräfte setzen aufgrund ihrer Persönlichkeit und Kompetenz Entwicklungsprozesse in Gang, verbessern Strukturen und Beziehungen. Das wirkt sich positiv auf die Kommunikation aus, Blockaden werden abgebaut und somit effizienteres Arbeiten ermöglicht.

### Personaler Systemansatz
Der personale Systemansatz beruht auf den Erkenntnissen der Kybernetik bzw. der Systemtheorie. Beim systembezogenen Menschenführungsansatz (Horst-Joachim Rahn) beeinflusst eine Führungskraft (Regler), unter Einsatz von Führungsinstrumenten als Stellgrößen (Führungsstile, Führungstechniken und Führungsmittel) und bei Beachtung der Führungssituation (Einflussgröße) und der Führungsziele (Führungsgröße), den Geführten (Regelstrecke) so, dass der Führungserfolg (Regelgröße) eintreten kann. Die einzelnen Systembestandteile beeinflussen sich nicht nur gegenseitig, sondern die Inputfaktoren sind als Elemente des Führungsprozesses auf den gemeinsam zwischen dem Führenden und dem Geführten anzustrebenden Erfolg ausgerichtet.

## Funktionen
Management unterscheidet sich von Führung dadurch, dass hier auch die Erledigung von Aufgaben ohne eigentliche Führung erfolgen kann. Führung ohne das bewusste Einverständnis des Geführten ist Manipulation.
Führung ist eine verantwortungsvolle Aufgabe. Führungsfehler können dem Unternehmen und den betroffenen Mitarbeitern Schaden zufügen. Der Nachweis schlechter Führung ist allerdings schwer zu erbringen, besonders, wenn sich gescheiterte Führer einer Analyse entziehen. Insbesondere wenn nicht nachvollziehbar ist, was bei anderem Handeln möglich gewesen wäre.
Führung findet generell immer vor dem Hintergrund der gegebenen Bedingungen des Umfeldes, was als Führungssituation zu bezeichnen ist. Organisatorische Führung findet im Zusammenhang von Organisation, Betriebswirtschaft, Betriebspädagogik und Organisationspsychologie statt. Führen ist die beabsichtigte und zielorientierte Beeinflussung des Verhaltens von Mitarbeitern zur Erreichung der Ziele eines Unternehmens. Führen ist methodisch bedachte, geplante und kontrollierte Einflussnahme, auf Andere und deren künftige Kompetenzgestaltung, unter gleichzeitiger Legitimierung der leitenden Interessen. Dabei sind Führung und Leitung zu unterscheiden.
Führung hat eine
- Lokomotionsfunktion zur Erreichung der Ziele (lösungsorientiert),
- Kohäsionsfunktion in der Gruppe, zum Gruppenerhalt und Gruppenstärke

erkannt.
Leitung hat dagegen eine schwächere
- Koordinationsfunktion zur kausalen, finalen und temporalen Verknüpfung der Beitragsarbeit von Individuen;
- Organisationsfunktion zur kausalen, finalen und temporalen Ordnung der Beitragspotentiale von Individuen.

Führung kann sich an der Führungsaufgabe, an den geführten Personen oder einer Mischung aus beidem orientieren. Hierzu gibt es verschiedene Führungsstile und Führungsmodelle.

## Führungsstile
Der Führungsstil beschreibt die Art und Weise, wie Führungskräfte mit den Geführten umgehen. Er ist ein Führungsinstrument, das die Grundhaltung zeigt, mit der Führende die zu Führenden beeinflussen. Die Führung selbst und die Art ihrer Umsetzung hat dabei Auswirkungen auf unterschiedliche Charakteristika einer Organisation, Institution oder Firma.
Im Laufe der Zeit sind folgende Führungsstile herausgearbeitet worden:
| Führungsstil              | Inhalt |
| ------------------------- | --- |
| autokratisch              | keine Berücksichtigung der „Untergebenen“ |
| autoritär                 | Gehorsamsverhältnis zu „Untergebenen“ |
| bürokratisch              | Versachlichung, komplexe Richtlinien, Kompetenzbegrenzungen                                                                                          |
| charismatisch             | Führen nach Gehorsam, insbesondere durch väterliche Anweisungen                                                                                      |
| demokratisch              | starke Beteiligung der Mitarbeiter |
| gruppenorientiert         | Einbeziehung der ganzen Gruppe durch Teamführung |
| individualistisch         | respektvolle Förderung des einzelnen Mitarbeiters im Sinne einer guten Kooperation                                                                   |
| kooperativ                | Behandlung der Untergebenen als Mitarbeiter |
| partizipativ              | an Leitbildern orientierte Führung, welche die Mitarbeiter entsprechend ihrer Leistungsfähigkeit an unternehmerischen Entscheidungen teilhaben lässt |
| persönlichkeitsorientiert | Weiterentwicklung des situativen Führens um den Faktor der Persönlichkeit des einzelnen Mitarbeiters                                                 |
| Laissez-faire             | starke Verhaltensfreiheiten für Mitarbeiter |
| richtungsorientiert       | aufgaben- oder mitarbeiterorientiert |
| sinnorientiert            | stark an Werte- und Sinnkontexten orientiert |
| situativ                  | Anpassung des Führungsverhaltens an die Aufgabenschwierigkeit und den Reifegrad des einzelnen Mitarbeiters                                           |
| transformational          | Veränderungsprozesse im Verhalten und Bewusstsein der Mitarbeiter bewirken                                                                           |

In den letzten Jahren wird verstärkt charismatische, transformationale oder visionäre Führung diskutiert.
Zum Beispiel haben verschiedene Führungsstile einen unterschiedlich starken Einfluss auf die Arbeitszufriedenheit der Mitarbeiter laut einer Metaanalyse aus 318 empirischen Studien mit insgesamt über 148.000 Personen. So war von 14 untersuchten Führungsstilen der Zusammenhang zwischen der Führung und Jobzufriedenheit am höchsten bei Servant leadership (r = 0,73) und authentischer Führung (r = 0.53).
Eine andere Metaanalyse von 270 Studien mit insgesamt über 101.000 Personen untersuchte den Zusammenhang zwischen Führung und Organisationsleistung/-effektivität. Von 16 untersuchten Führungsstilen war der Zusammenhang zwischen Führung und Organisationsleistung am höchsten bei Sicherheitsführung (r = 0.72), ethischer Führung (r = 0.70) und geteilter Führung (r = 0.51).

## Andere Arten der Führung
Außer der Menschenführung sind folgenden Arten der Führung zu unterscheiden:
Unternehmensführung
als die zielorientierte Gestaltung, Steuerung und Entwicklung eines Unternehmens (nach Bleicher), die von einem Unternehmensleiter ausgeübt wird, der als Unternehmer oder Top-Manager agiert. Wird die Führung durch einen Abteilungsleiter ausgeübt, dann kann von Bereichsführung gesprochen werden. Im englischen Sprachraum wird hier vom Top- bzw. Middle-Management gesprochen.
Lebensführung
eines Menschen als die Art und Weise seiner persönlichen Lebensbewältigung, die sich darin zeigt, wie er sein eigenes Dasein meistert. Sie lässt sich als Prozess interpretieren.
Führung von Tieren
durch Menschen als gezielte Beeinflussung, Gestaltung, Steuerung und Entwicklung bestimmter Haustierarten, beispielsweise die Führung von Pferden oder Hunden.
Führung in der Mechanik
als Summe bestimmter Kräfte und in der Technik als Teil einer Maschine, der ein Bauteil oder Werkstück auf einer geradlinigen Bewegung hält, nämlich die Linearführung.